# Грис-Фьорд
Грис-Фьорд (англ. Grise Fiord, инуктитут Aujuittuq, ᐊᐅᔪᐃᑦᑐᖅ) — небольшая канадская инуитская деревня, расположенная в регионе Кикиктани. Несмотря на своё небольшое население (130 жителей, согласно переписи 2011 года), это крупнейшее поселение на острове Элсмир. Является одним из самых холодных поселений, среднегодовая температура здесь — минус 16,5 °C.

## География
Грис-Фьорд расположен на южной оконечности Элсмира, это одно из трёх постоянных поселений на острове. Деревня лежит в 1160 км к северу от северного полярного круга. Ранее был самым северным постоянным поселением в Канаде, до того, как Министерство окружающей среды Канады и Канадские вооружённые силы стали круглогодично размещать контингент в Алерте, расположенном на 800 километров севернее. Третье поселение на острове — Юрика, небольшая исследовательская база на полуострове Фисхейм.
Грис-Фьорд лежит на горном хребте Арктические Кордильеры.

## Название
«Grise Fiord» происходит от норвежского слова «Grisefjorden», которое означает «свиной залив»; Отто Свердруп дал ему имя во время экспедиции в начале XX века. Он посчитал, что звуки, которые издавали моржи, похожи на свиное хрюканье. Инуитское название Грис-Фьорд — Ауюиттук (Aujuittuq), что означает «место, которое никогда не тает».

## Условия жизни
Постоянное население Грис-Фьорд составляет около 150 человек. Дома строят из дерева, на платформах, чтобы избежать неудобств от замерзания и оттаивания вечной мерзлоты. Охота всё ещё является важной частью уклада большинства инуитского населения. Система квот позволяет обеспечивать нужду жителей в тюленях, моржах, нарвалах, белугах, полярных медведях и овцебыках. Постепенно в регионе развивается экологический туризм, и туристы, интересующиеся дикой природой Элсмира, останавливаются в Грис-Фьорд.

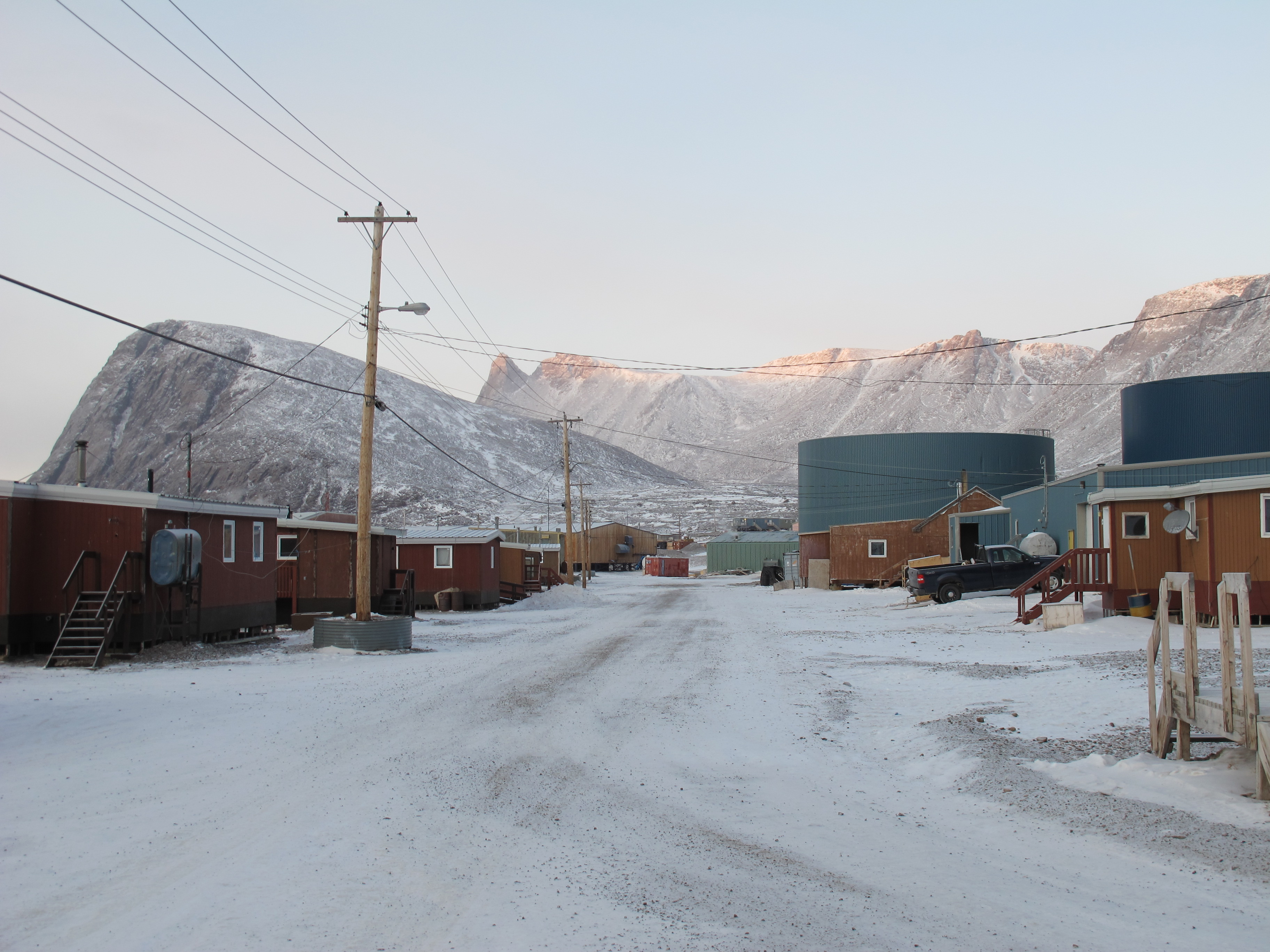

В 1970 году Bell Canada провела в Грис-Фьорд телефонную линию, в 1992 году переданную компании Northwestel. До проведения Шпицбергенской подводной кабельной системы в 2003 году являлась самой северной проводной телефонной линией в мире.

### Транспорт
На Элсмире нет крупных дорог, и с остальным миром Грис-Фьорд соединён одноимённым аэропортом. Местные жители передвигаются в окрестностях поселения на мотоциклах и других видах наземного транспорта летом, а зимой — на снегоходах. Также для грузоперевозки и путешествий используются лодки. Среди местного населения популярен каякинг.

### Преступность
Исследование университета Саймона Фрейзера, направленное на изучение канадской конной полиции в регионе Баффиновой земли, заключило, что в Грис-Фьорде зафиксирован самый низкий уровень преступлений среди всех общин, исследованных в 1992 году, в исследовании цитируется опрос 1994 года, проведённый статистической службой Канады, где жители деревни выразили самый высокий уровень ощущения безопасности.
|  |  |  |  |  |

### Климат
Климат в Грис-Фьорде арктический, что означает, что там выпадает меньше 250 мм осадков, а средняя температура не выше нуля десять месяцев в году.
| Показатель                           | Янв.  | Фев.  | Март  | Апр.  | Май   | Июнь | Июль | Авг. | Сен. | Окт.  | Нояб. | Дек.  |
| ------------------------------------ | ----- | ----- | ----- | ----- | ----- | ---- | ---- | ---- | ---- | ----- | ----- | ----- |
| Абсолютный максимум, °C              | −10   | −0,5  | −3    | 3     | 10    | 14   | 14,3 | 14   | 8,5  | 7,5   | 3     | 5,4   |
| Средний суточный максимум, °C        | −27,8 | −27   | −25,1 | −15,3 | −3,5  | 3,6  | 6,4  | 5    | 0,3  | −7,7  | −17,2 | −23,1 |
| Средняя температура, °C              | −31,4 | −31,3 | −29,5 | −20,8 | −8,3  | 0,7  | 3,5  | 2,5  | −2,1 | −10,7 | −20,8 | −27   |
| Средний суточный минимум, °C         | −35,3 | −35,9 | −34,1 | −26,1 | −12,9 | −2,1 | 0,8  | 0,2  | −4,3 | −13,5 | −24,3 | −30,8 |
| Абсолютный минимум, °C               | −45   | −47   | −46   | −40,5 | −30,5 | −13  | −3,5 | −7   | −16  | −29   | −40   | −42   |
| Источник: "Monthly Data (1984-2007)" |       |       |       |       |       |      |      |      |      |       |       |       |

## История

### Заселение

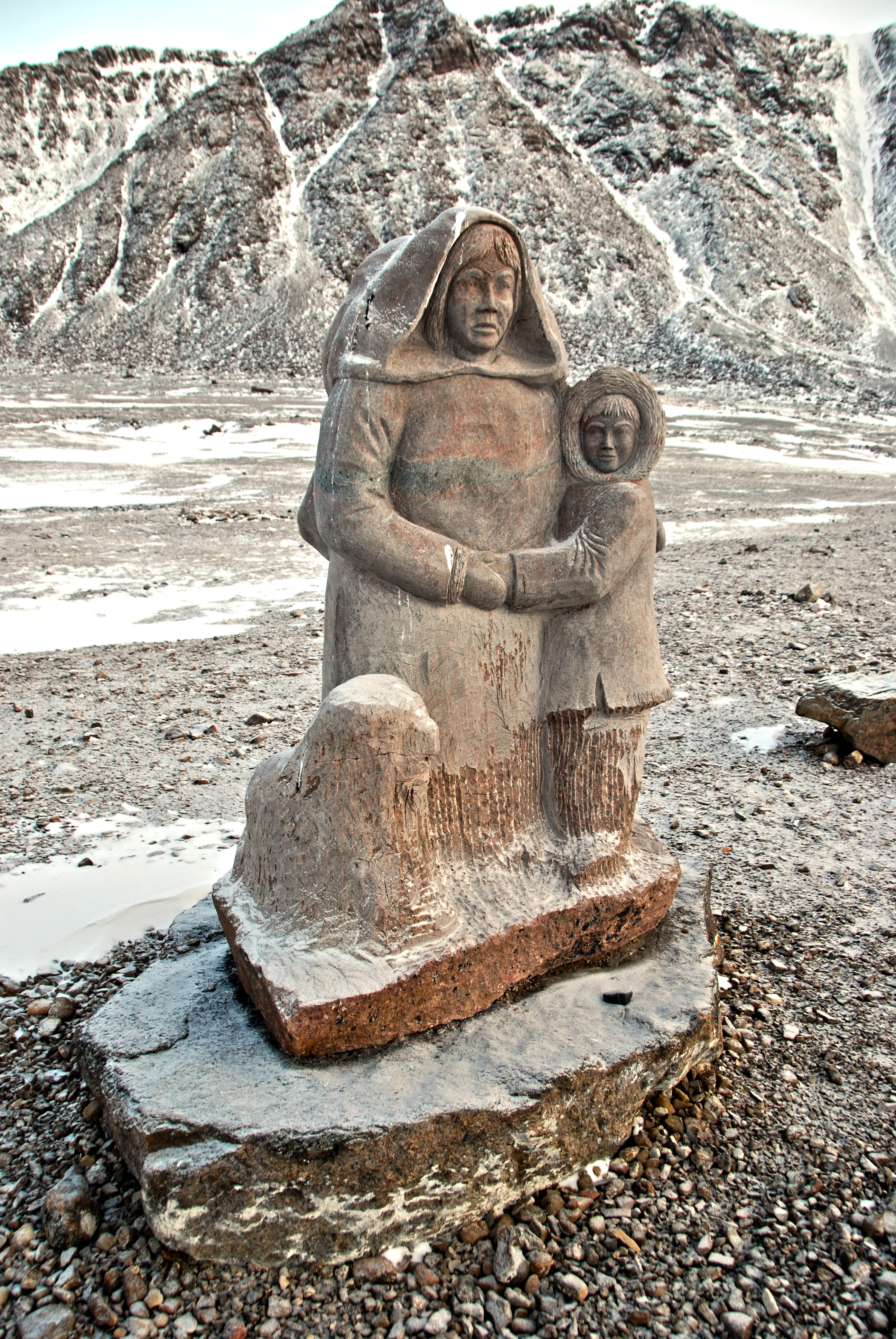
Памятник первым поселенцам 1952 и 1955 годов

- Основная статья: Переселение в Высокую Арктику

Грис-Фьорд и Резольют были созданы канадским правительством в 1953 году, частично для установления суверенитета в высоких широтах во время Холодной войны. Восьми инуитским семьям из квебекского Инукъюака обещали охотничьи угодья и дома на новом месте, однако, приехав, они обнаружили, что никаких зданий там нет, а вокруг почти не было знакомой фауны. Правительство обещало вернуть их домой через год, если они того пожелают, но обещание было отозвано ввиду угрозы канадскому суверенитету в регионе, поэтому инуитов вынудили остаться. Постепенно инуиты выучили миграционные маршруты белух, за счёт чего смогли выжить, причём их годовые охотничьи площади были около 18 000 км².

### Эпидемия коклюша

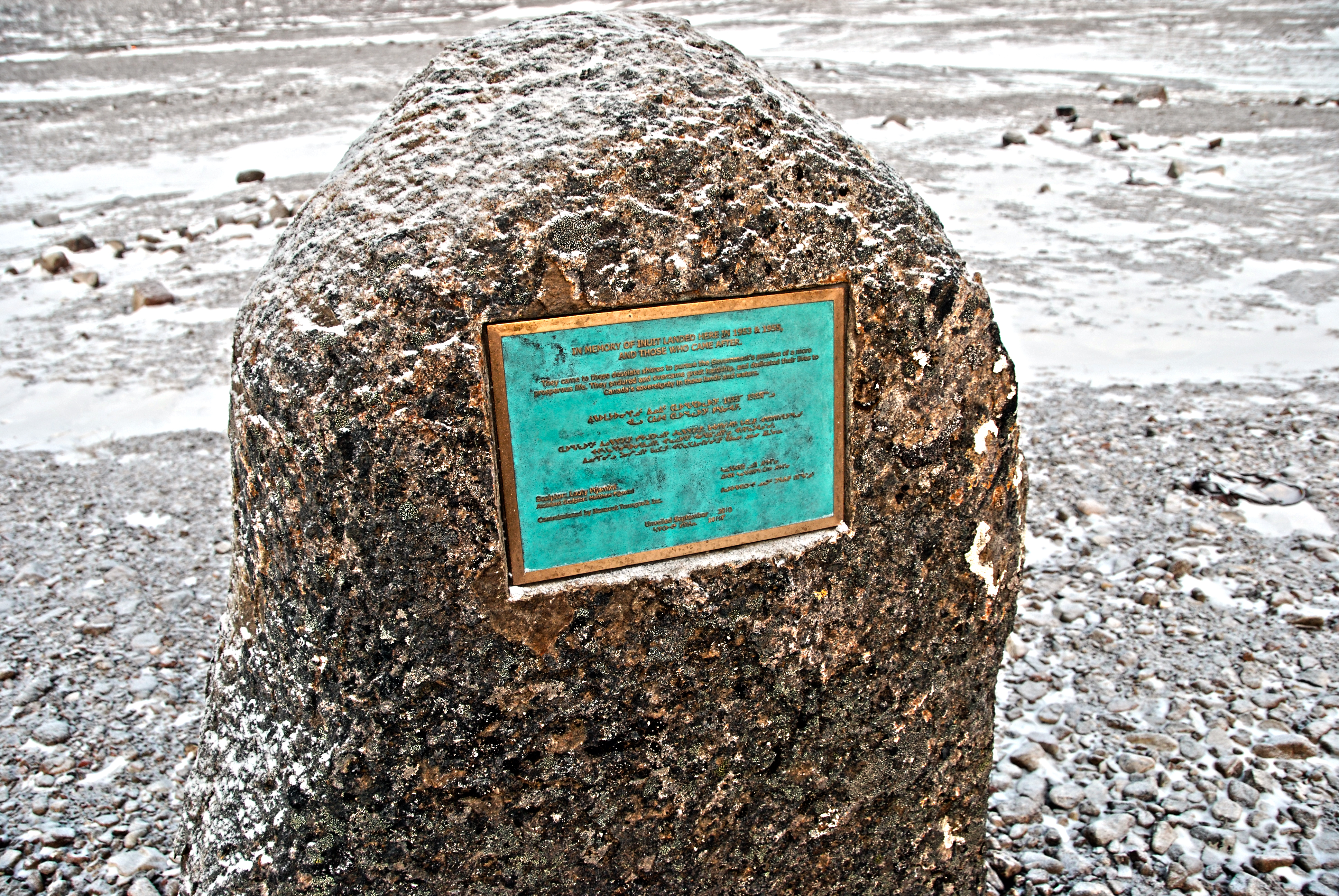
Табличка в память об эпидемии

Первого ноября 1960 года канадская королевская конная полиция передала сведения о том, что в Грис-Фьорд семимесячный младенец-инуит умер от коклюша, а десятки детей болеют. Сорокалетний доктор Арнотт Хьюм Макгрегор Стивенс (англ. Arnott Hume MacGregor Stevens), живший в Оттаве, через час вылетел в Грис-Фьорд вместе с капитаном авиации Элом Ричардсом на полицейском самолёте Douglas C-47 Skytrain из аэропорта Аплендс. В полёте самолёт попал в бурю, вызвавшую поломку. Ричардс принял решение об аварийной посадке на небольшом лётном поле в бухте Грейт-Уэйл (англ. Great Whale Bay). Починив самолёт на следующий день, они отправились в бухту Резольют. Постовые полицейские Грис-Фьорда сообщили о том, что два инуитских младенца находятся в критическом состоянии, и Стивенс безотлагательно отправился к ним на двухместном самолёте Piper PA-18 Super Cub. Самолётом управлял опытный пилот и изобретатель Уэлланд Фиппс. Отопительная система в самолёте вышла из строя, и Фиппс вместе со Стивенсом едва не замёрзли насмерть. После посадки доктор преодолел шесть миль на собаках. После прибытия в Грис-Фьорд Стивенс сразу же принялся за работу и за несколько дней вылечил всех заболевших (источник? коклюш невозможно вылечить за "несколько дней"). На обратном пути Стивенс получил известие о том, что начальник радиозонда Майк Кчуб (Mike Kczub) сильно заболел. Самолёт развернули, и Кчуба отправили в Оттаву для лечения.

## Новейшая история
В 1993 году канадское правительство провело слушания для расследования программы переселения. Королевская комиссия по делам коренного населения опубликовала отчёт, названный (англ. The High Arctic Relocation: A Report on the 1953-55 Relocation), положительно описывающий поселение. Правительство выплатило 10 миллионов канадских долларов выжившим и их семьям, а в 2008 году выпустило формальные извинения.
В 2009 году резчику Лути Пиямини поступил заказ от правительства на создание монумента в память о переселении. Памятник, изображающий грустную женщину с мальчиком и хаски, был официально открыт Джоном Дунканом, Министром по вопросам коренного населения, 10 сентября 2010 года.
Румынский гражданин Фодор Флорин 18 сентября 2006 года прибыл в Грис-Фьорд на 20-футовой стеклопластиковой лодке, которую купил в Сисимиуте (Гренландия). Он провёл восемь дней в море; на момент прибытия в Канаду у него почти не было еды, а топлива осталось всего пять литров. Фодор был признан виновным в двукратном нарушении Иммиграционного закона Канады в ноябре того же года и приговорён к 7,5 месяцам лишения свободы. Судья Лиз Мэзонёв (англ. Lise Maisonneuve) постановила, что после окончания срока заключения Фодор должен быть депортирован.